# Thomas Davidson
Thomas Davidson (Edimburgo, 17 de maio de 1817 — Brighton, 14 de outubro de 1885) foi um paleontólogo britânico.
Foi laureado com a medalha Wollaston de 1865, concedida pela Sociedade Geológica de Londres.